# Relaciones India-Perú
Las Relaciones India-Perú se refieren a las relaciones entre la República de la India y la República del Perú.
La India y Perú establecieron relaciones diplomáticas en marzo de 1963. Ambos países son miembros de MNOAL y el G‐77. La comunidad india en el Perú son de alrededor de 500 personas.

## Relaciones económicas
En materia económica, India y Perú actualmente negocian un tratado de libre comercio. El 30 de enero de 2015, India aceptó iniciar el diálogo formal. La primera ronda de negociación para buscar un acuerdo comercia se realizó en agosto de 2017 en Nueva Delhi, la segunda fue del 9 al 12 de abril de 2018 en Lima.
Entre enero y noviembre de 2014 el intercambio comercial fue de US$1.014 millones.

## Misiones diplomáticas
- India tiene una embajada en Lima.
- Perú tiene una embajada en Nueva Delhi.

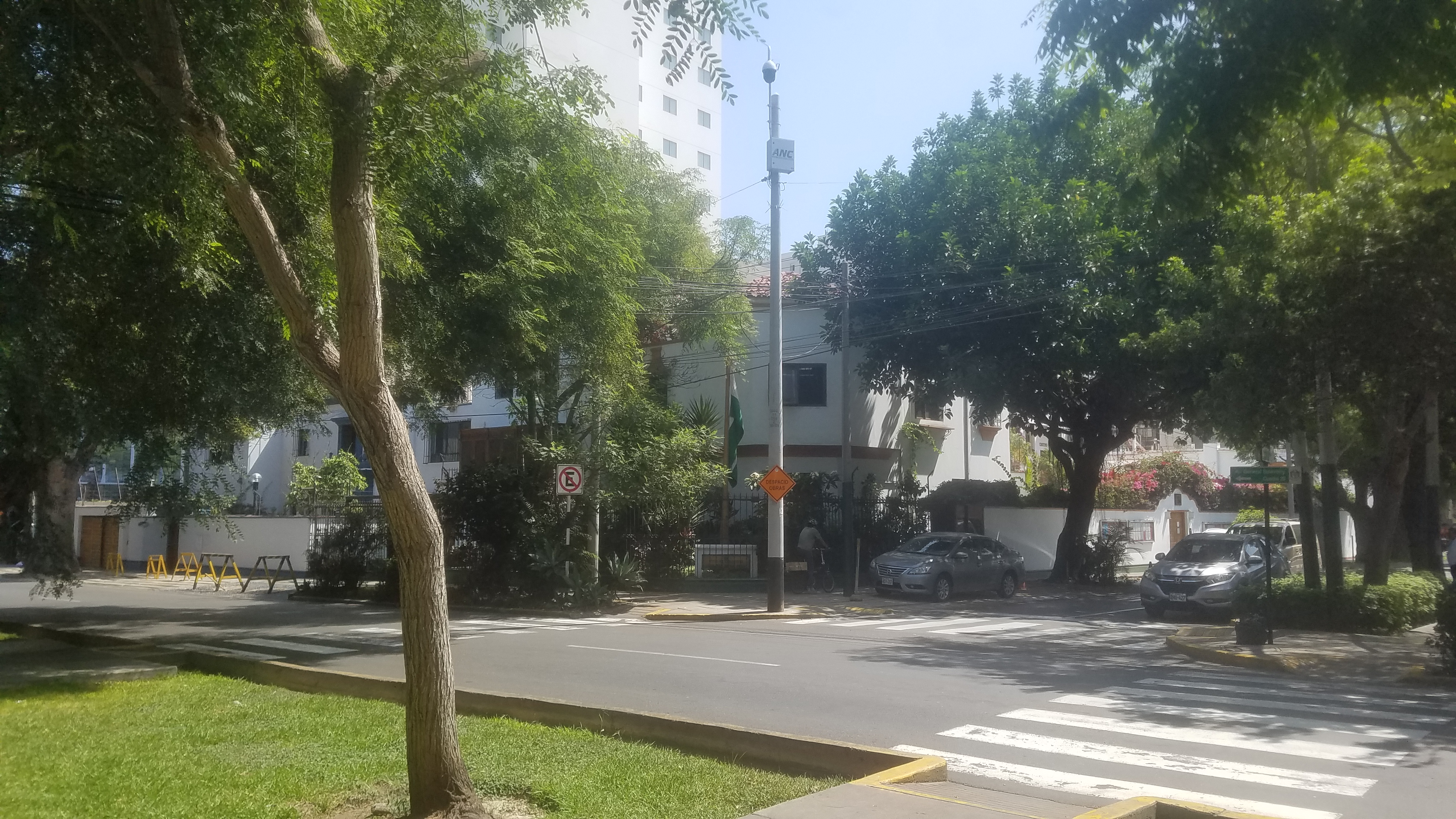
Embajada de La India en Lima

## Visitas de alto nivel
- India
  - presidente Shri K. R. Narayanan (1998)
- Perú
  - presidente Alan García (1987)
  - presidente Alberto Fujimori (1997)